# Иван Миљковић
Иван Миљковић (Ниш, 13. септембар 1979) бивши је српски одбојкаш и репрезентативац. Након завршетка играчке каријере обављао је функцију у Одбојкашком савезу Србије. На основу броја индивидуалних признања на најзначајнијим међународним такмичењима, сматра се једним од најбољих одбојкаша свих времена.

## Каријера
Своју професионалну каријеру започео је у Партизану 1996. године. Заједно са Андријом Герићем играо у италијанском клубу Лубе Мачерата. Играо је на позицији коректора и висок је 206 cm. У лето 2007. године прешао је у Рома волеј. На завршном турниру Светске лиге у Београду 2005, добио је признање најбољег играча (МВП) и освојио чек од 40.000 долара, такође је проглашен и за најбољег сервера и добио још 17.500 долара. На Европском првенству у Русији 2007, проглашен је за најбољег поентера шампионата. На завршном турниру Светске лиге 2008. године, добио је признање најбољег поентера лиге. На Олимпијским играма 2008. у Пекингу освојио је пето место. У јулу 2008. потписао је уговор с грчким Олимпијакосом вредан 500.000 евра.
Био је члан тима одбојкашкe репрезентацијe Југославије који је освојио златну медаљу на Олимпијским играма 2000. у Сиднеју. С репрезентацијом Србије освојио је златну медаљу на Европском првенству 2011. године. Уједно је био капитен српске репрезентације, а проглашен је за најкориснијег играча првенства.

## Клубови
| Клуб            | Земља              | Од (сезоне) | До (сезоне) |
| Партизан        | Србија и Црна Гора | 1996—1997   | 1999—2000   |
| Лубе Мачерата   | Италија            | 2000—2001   | 2006—2007   |
| Рома волеј      | Италија            | 2007—2008   | 2007—2008   |
| Олимпијакос     | Грчка              | 2008—2009   | 2009—2010   |
| Фенербахче      | Турска             | 2010—2011   | 2014—2015   |
| Лубе Мачерата   | Италија            | 2015—2016   |             |
| Халкбанк Анкара | Турска             | 2016—2017   |             |

## Галерија слика
- Иван Миљковић у дресу Лубеа из Маћерате.
- Иван Миљковић и Драган Станковић на завршном турниру Светске лиге 2009. у Београду
- Иван Миљковић на сервису.
- Иван Миљковић у дресу Лубеа из Маћерате.

## Трофеји

### Клупски
- Лубе Мачерата
  - Првенство Италије (1) : 2005/06.
  - Куп Италије (2) : 2000/01, 2002/03.
  - Суперкуп Италије (1) : 2006.
  - Лига шампиона (1) : 2001/02.
  - ЦЕВ челенџ куп (3) : 2000/01, 2004/05, 2005/06.
- Рома волеј
  - ЦЕВ куп (1) : 2007/08.
- Олимпијакос
  - Првенство Грчке (2) : 2008/09, 2009/10.
  - Куп Грчке (1) : 2008/09.
- Фенербахче
  - Првенство Турске (2) : 2010/11, 2011/12.
  - Куп Турске (1) : 2011/12.
  - Суперкуп Турске (2) : 2011, 2012.
  - ЦЕВ челенџ куп (1) : 2013/14.

## Приватан живот
Ожењен је и има троје деце.